# Livingston (Alabama)
Livingston is een plaats (city) in de Amerikaanse staat Alabama, en valt bestuurlijk gezien onder Sumter County.

## Demografie
Bij de volkstelling in 2000 werd het aantal inwoners vastgesteld op 3297.
In 2006 is het aantal inwoners door het United States Census Bureau geschat op 2999, een daling van 298 (-9,0%).

## Geografie
Volgens het United States Census Bureau beslaat de plaats een oppervlakte van
18,6 km², waarvan 18,4 km² land en 0,2 km² water. Livingston ligt op ongeveer 47 m boven zeeniveau.

## Plaatsen in de nabije omgeving
De onderstaande figuur toont de plaatsen in een straal van 32 km rond Livingston.